# Горичановец
Горичановец је насељено место у саставу општине Ђурманец у Крапинско-загорској жупанији, Хрватска. До територијалне реорганизације у Хрватској налазио се у саставу старе општине Крапина.

## Становништво
На попису становништва 2011. године, Горичановец је имао 283 становника.

## Попис1991.
На попису становништва 1991. године, насељено место Горичановец је имало 310 становника, следећег националног састава:
| Попис 1991.‍  | Попис 1991.‍  | Попис 1991.‍ | Попис 1991.‍ | Попис 1991.‍ |
| ------------ | ------------ | ----------- | ----------- | ----------- |
|              |              |             |             |             |
| Хрвати       | Хрвати       |             | 309         | 99,67%      |
| регион. опр. | регион. опр. |             | 1           | 0,32%       |
| укупно: 310  |              |             |             |             |